# 三层楼站
三层楼站位于中华人民共和国湖北省武汉市武昌区，是武汉地铁5号线的地铁车站。

## 车站结构
三层楼站位于和平大道与新生路交叉路口。车站主体为地下两层岛式车站。其中地下一层为设备层及公共区，地下二层为站台层。车站总长232.3m,车站标准段外包宽度21.1m。采用明挖顺作法施工。车站共设置4个出入口、2组风亭、1个疏散口。

### 车站出口
|                                                 |      |      |  |
| 出口編號                                        | 設施 | 照片 |  |
| A                                               |      |      |  |
| B                                               |      |      |  |
| C                                               |      |      |  |
| D                                               |      |      |  |
| 注： 設有升降機 \| 設有輪椅升降台 \| 設有洗手間 |      |      |  |

## 鄰近地點
武汉工人文化宫。

### 内部链接
- 武汉地铁车站列表